# Karl-Dietrich Diers
Karl-Dietrich Diers (ur. 9 maja 1953 w Halle) – niemiecki kolarz szosowy reprezentujący NRD, brązowy medalista mistrzostw świata.

## Kariera
Największy sukces w karierze Karl-Dietrich Diers osiągnął w 1974 roku, kiedy wspólnie z Hansem-Joachimem Hartnickiem, Gerhardem Lauke i Horstem Tischoffem zdobył brązowy medal w drużynowej jeździe na czas na mistrzostwach świata w Montrealu. Na tych samych mistrzostwach zajął 26. miejsce w wyścigu ze startu wspólnego amatorów. Na rozgrywanych rok później mistrzostwach świata w Yvoir był szósty w drużynie i dziewiąty indywidualnie. W 1976 roku wystartował na igrzyskach olimpijskich w Montrealu, gdzie reprezentanci NRD z Diersem w składzie zajęli dziesiąte miejsce w drużynowej jeździe na czas, a wyścig ze startu wspólnego ukończył na szesnastej pozycji. Dwukrotnie zdobywał mistrzostwo NRD, a w 1975 roku był szósty w Wyścigu Pokoju.